# Conocybe pallidospora
Conocybe pallidospora är en svampart som beskrevs av Kühner & Watling 1983. Conocybe pallidospora ingår i släktet Conocybe och familjen Bolbitiaceae.  Artens status i Sverige är: Ej påträffad. Inga underarter finns listade i Catalogue of Life.